# 10274 Larryevans
A 10274 Larryevans (ideiglenes jelöléssel (10274) 1981 ET15) a Naprendszer kisbolygóövében található aszteroida. Schelte J. Bus fedezte fel 1981. március 1-jén.

## Kapcsolódó szócikk
- Kisbolygók listája (10001–10500)